# Гуру Грантх Сахіб
Гуру Грантх Сахіб (пенджаб. ਗੁਰੂ ਗ੍ਰੰਥ ਸਾਹਿਬ, gurū granth sāhib IAST), або «Аді Грантх» — основний священний текст сикхів, який був написаний в період сикхських гуру з 1469 до 1708 роки. Текст — це колекція релігійних гімнів, які описують якості Богаі які говорять про необхідність медитації на імена Бога. Гобінд Сингх (1666–1708), десятий в лінії сикхських гуру, який оголосив текст «Аді Грантха» своїм наступником. Таким чином він поклав кінець лінії людських гуру і підніс текст «Аді Грантха» до статусу «Гуру Грантх Сахіба». З того часу текст є священним писанням сикхів, які шанують його як живе втілення десяти гуру сикхізму. «Гуру Грантх Сахіб» — це основна збірка молитов і керівництво з молитовної практики, тим самим займаючи центральне місце в цій релігійній традиції. Спочатку «Аді Грантх» був складений п'ятим сикхським гуру Арджан Девом (1563–1606), який зібрав разом як гімни сикхських гуру до нього, так і твори інших святих індуїзму і ісламу.